# Subway to Sally
Subway to Sally − niemiecka grupa rockowa z wyraźnymi wpływami muzyki ludowej i średniowiecznej oraz elementami muzyki poważnej i orientalnej. Zespół został założony w 1990 w Poczdamie. Zaczynał z angielskimi tekstami piosenek, które wkrótce zostały zastąpione niemieckimi; niektóre utwory są także w języku łacińskim. Grupa popularna w Niemczech, szczególnie znana z używanych instrumentów, takich jak: dudy, lira korbowa, szałamaja, flety, lutnia, mandolina.

## Członkowie zespołu
- Eric Fish (Erik Hecht) - śpiew, dudy, flety, szałamaja
- Bodenski (Michael Boden) - gitara elektryczna, śpiew, lira korbowa
- Simon (Michael Simon) - gitara akustyczna
- Ingo Hampf - gitara elektryczna, lutnia, mandolina
- Frau Schmitt (Silke Volland) - skrzypce
- Sugar Ray (Silvo Runge) - gitara basowa
- Simon Michael (Simon Michael Schmitt) - perkusja

## Dyskografia
- Album 1994 (1994, Costbar)
- MCMXCV (1995, Stars in the dark)
- Foppt den Dämon! (1996, Red Rooster)
- Bannkreis (1997, BMG/Ariola)
- Hochzeit (1999, BMG/Ariola)
- Schrei! (live album, 2000, BMG/Ariola)
- Herzblut (2001, Island Mercury)
- Engelskrieger (2003, Motor Music)
- Subway to Sally live (2 DVD, 2003, Motor Music)
- Nord Nord Ost (2005, Nuclear Blast)
- Nackt (2006, Nuclear Blast)
- Bastard (2007, Nuclear Blast)
- Kreuzfeuer (2009, Nuclear Blast)
- Schwarz in Schwarz (2011, Nuclear Blast)

## DVD
- Unsterblich (2003)
- Nackt (2006)
- Schlachthof (2008)
- Nackt II